# Paul Guilfoyle
Paul Guilfoyle (Boston, Massachusetts, 28 de abril de 1949) es un actor de cine y televisión estadounidense.

## Biografía
Se educó en Boston, en el Boston College High School, una escuela de los jesuitas, y se graduó en la Universidad de Lehigh.
Es más conocido por su papel del detective Jim Brass en la serie CSI: Crime Scene Investigation. Sin embargo, su paso por la televisión es extenso, incluyendo papeles notables en Miami Vice, Law & Order y Ally McBeal. 
Debutó en cines en 1975 y trabajó dos veces con Harrison Ford, en Air Force One y en Random Hearts. 
Como aficiones, destaca su pasión por el hockey.

## Vida personal
Guilfoyle vive en la ciudad de Nueva York con su mujer, la coreógrafa Lisa Giobbi, y su hija Snowden.

## Filmografía
- Arthur the King (2024)
- La piel del tambor (2022)
- Don't Look Up (2021)
- Colony (2016)
- Spotlight (2015)
- Session 9 (2001)
- Company Man (2000)
- Anywhere But Here (1999)
- Random Hearts (1999)
- Entropy (1999)
- In Dreams (1999)
- The Negociator (1998)
- Primary Colors (1998)
- One Tough Cop (1997)
- L.A. Confidential (1997)
- Air Force One (1997)
- Night Falls on Manhattan (1997)
- Extreme Measures (1996)
- Manny & Lo (1996)
- Striptease (1996)
- Rescate (1996)
- Un divan à New York (1996)
- Heaven's Prisoners (1996)
- Gospa (1995)
- Regreso inesperado (1995)
- Cafe Society (1995)
- Quiz Show: El dilema (1994)
- Amelia Earhart: El vuelo final (1994)
- Little Odessa (1994)
- Mrs. Doubtfire (1993)
- The Night We Never Met (1993)
- Naked in New York (1993)
- Hoffa (1992)
- Final Analysis (1992)
- True Colors (1991)
- Cadillac Man (1990)
- The Local Stigmatic (1990)
- Dealers, clan de ambiciosos (1989)
- Wall Street (1987)
- Superdetective en Hollywood II (1987)
- Billy Galvin (1986)
- Howard the Duck (1986)